# José Maria Pedroto
José Maria Carvalho Pedroto (* 21. Oktober 1928 in Almacave; † 7. Januar 1985 in Porto) war ein portugiesischer Fußballspieler und -trainer.

## Spielerkarriere
José Maria Pedroto begann seine Spielerlaufbahn beim Leixões SC. Während seines Militärdienstes spielte er für Lusitano VRSA. Aufgrund seines großen Talents wechselte er im Anschluss zu Belenenses Lissabon und entwickelte sich dort zu einem der besten Mittelfeldspieler Portugals. Am 20. April 1952 debütierte er im Rahmen eines Freundschaftsspiels gegen Frankreich in der portugiesischen Nationalmannschaft. Zur Saison 1952/53 wechselte er schließlich für eine Rekordablösesumme zum FC Porto. Als Führungsspieler gewann er mit dem Verein in der Saison 1955/56 das Double. Am 22. Dezember 1957 bestritt er während der Qualifikation zur WM 1958 gegen Italien sein 17. und letztes Länderspiel. 1958 gewann er mit Porto ein weiteres Mal den Pokal und 1959 nochmals die Meisterschaft. 1960 beendete er mit 31 Jahren seine Spielerkarriere.

## Trainerkarriere
Nach der Spielerkarriere studierte Pedroto in Frankreich und erhielt dort ein Trainerdiplom. Nachdem er zwei Jahre die U19-Junioren des FC Porto trainiert hatte, übernahm er 1962 den Posten des Cheftrainers bei Académica de Coimbra. Nach weiteren Stationen beim Leixões SC und Varzim SC wurde er 1966 von seinem langjährigen Verein FC Porto unter Vertrag genommen. Dort feierte er 1968 mit dem Pokalsieg den ersten Titel seiner Trainerlaufbahn.
1969 wechselte Pedroto zu Vitória Setúbal. Dort erreichte er einige der besten Resultate der Vereinsgeschichte, darunter ein zweiter Platz in der Saison 1971/72, eine Pokalfinalteilnahme 1973 (2:3 gegen Sporting Lissabon) und vier Qualifikationen für den Messestädte- bzw. UEFA-Pokal in Folge. 1974 wurde er Nationaltrainer Portugals und gleichzeitig Übungsleiter von Boavista Porto. Bei Boavista gelangen ihm in seiner zweijährigen Amtszeit zwei weitere Pokalsiege. 1976 gab er beide Ämter auf und kehrte zum FC Porto zurück. Dort bildete er mit dem Funktionär Jorge Nuno Pinto da Costa ein erfolgreiches Duo. 1977 gewann er einmal mehr den Pokal und in den Jahren 1978 sowie 1979 die Meisterschaft. Nach der verpassten Meisterschaft in der Saison 1979/80 trat er gemeinsam mit Pinto da Costa von seinem Posten zurück.
Von 1980 bis 1982 trainierte Pedroto Vitória Guimarães und erreichte einen respektablen vierten und fünften Tabellenplatz. Anschließend lotste ihn Pinto da Costa, in der Zwischenzeit zum Klubpräsident ernannt, ein weiteres Mal zum FC Porto. So folgte 1984 ein weiterer Pokalsieg sowie der Einzug ins Finale des Europapokals der Pokalsieger, das mit 1:2 gegen Juventus Turin verloren ging. Zum Zeitpunkt des Finales wurde der schwer erkrankte Pedroto bereits von António Morais vertreten. Er verstarb am 8. Januar 1985 im Alter von 56 Jahren. Die von ihm zusammengestellte Mannschaft schrieb zwei Jahre später Geschichte, als sie durch einen Finalsieg gegen den FC Bayern München erstmals in der Vereinsgeschichte den Europapokal der Landesmeister gewann.

## Erfolge
Als Spieler
- Portugiesischer Meister: 1956, 1959
- Portugiesischer Pokalsieger: 1956, 1958

Als Trainer
- Portugiesischer Meister: 1978, 1979
- Portugiesischer Pokalsieger: 1968, 1975, 1976, 1977